# Kusterdingen
Kusterdingen is een plaats in de Duitse deelstaat Baden-Württemberg, gelegen in het Landkreis Tübingen.
Kusterdingen telt 8.726 inwoners.

## Plaatsen in de gemeente Kusterdingen
- Kusterdingen
- Immenhausen
- Jettenburg
- Mähringen
- Wankheim

Ammerbuch ·
Bodelshausen ·
Dettenhausen ·
Dußlingen ·
Gomaringen ·
Hirrlingen ·
Kirchentellinsfurt ·
Kusterdingen ·
Mössingen ·
Nehren ·
Neustetten ·
Ofterdingen ·
Rottenburg am Neckar ·
Starzach ·
Tübingen